# Iakimanka
Iakimanka (russe : Район Якиманка) est un arrondissement du centre de Moscou, situé à l'ouest du district administratif central. 
Le quartier a été nommé d'après l'ancienne église dédiée à Saint Joachim et Sainte Anne, les parents de la Vierge Marie.

Iakimanka comprend la moitié ouest de la zone historique de Zamoskvoretche (sa moitié orientale est administré par le district de Zamoskvoretche), notamment la Galerie Tretiakov et les territoires du parc Gorki et de Neskuchny Sad.

La frontière entre les districts de Iakimanka et Zamoskvoretche suit la rue Balchug et la rue Bolchaïa Ordynka (nord de la Ceinture des Jardins), Korovy Val et la rue Mytnaïa (sud de la Ceinture des Jardins).

## Article connes
- Ruelle Lavrouchinski